# Lennox and Addington County
Lennox and Addington County är ett county i Kanada.   Det ligger i provinsen Ontario, i den sydöstra delen av landet, 140 km sydväst om huvudstaden Ottawa. 